# Eclissi solare del 27 ottobre 1780
L'Eclissi solare del 27 ottobre 1780 , di tipo totale, è un evento astronomico che avrà luogo il suddetto giorno con centralità attorno alle ore 17:18 UTC. L'evento della totalità si è manifestato prevalentemente nell'oceano Atlantico settentrionale partendo dal Canada diagonalmente sino a terminare vicino allo stretto di Gibilterra.
L'eclissi ha avuto un'ampiezza massima di 138 chilometri e una durata di 120 secondi.

## Osservazioni
Durante la Guerra d'indipendenza americana fu organizzata dall'Harvard College nel Massachusetts la prima spedizione statunitense volta ad osservare un'eclissi solare. Uno speciale accordo di immunità fu negoziato con gli inglesi per consentire agli scienziati di studiare l'evento incolumi. La spedizione di Harvard nonostante gli sforzi profusi mancò l'eclissi perché scelse un luogo al di fuori del percorso della totalità. La critica attuale dell'ambiente scientifico motiva questo incidente imbarazzante per la scienza americana embrionale nei calcoli errati di Samuel Williams riguardo al percorso della totalità.

## Eclissi correlate

### Ciclo di Saros 120
Questa eclissi fa parte del ciclo di Saros 120, che si ripete ogni 18 anni, 11 giorni, contenente 71 eventi. La serie iniziò con un'eclissi solare parziale il 27 maggio 933 d.C. e comprese anche un'eclissi anulare l'11 agosto 1059. L'eclissi ibrida si manifestò per tre date: dall'8 maggio 1510 al 29 maggio 1546; inoltre comprende eclissi totali dall'8 giugno 1564 fino al 30 marzo 2033. La serie termina al membro 71 con un'eclissi parziale il 7 luglio 2195. La durata più lunga di una totale nel ciclo è stata di 2 minuti e 50 secondi il 9 marzo 1997. Tutte le eclissi di questa serie si verificano nel nodo discendente della Luna.